# David DeLuise
David Dominick DeLuise, född 11 november 1971 i Los Angeles, Kalifornien, är en amerikansk skådespelare.
Han är son till Dom och Carol DeLuise samt bror till Michael och Peter DeLuise.

## Filmografi (urval)
- 1990 – 21 Jump Street (TV-serie)
- 1994 – seaQuest DSV (TV-serie)
- 2004 – Stargate SG-1 (TV-serie)
- 2007-2012 –  Magi på Waverly Place (TV-serie)